# Ocytata curvicornis
Ocytata curvicornis är en tvåvingeart som först beskrevs av Johann Wilhelm Meigen 1838.  Ocytata curvicornis ingår i släktet Ocytata och familjen parasitflugor. Inga underarter finns listade i Catalogue of Life.